# 김문숙 (1927년)
김문숙(1927년 1월 12일 ~ 2021년 10월 29일)은 대한민국의 시민운동가이다. 부산에서 여행사를 운영하다가 일본위안부 문제를 접하게 되고 그 인연으로 1992년부터 1998년까지 관부재판을 이끌게 되었다. 이 활동을 영화화한 것이 《허스토리》이다.
1948년 진주여고 교사로 일하면서 여성의식 교육에 힘썼다.
1960년대에 아리랑 관광여행사를 운영하면서 초대 부산 여성 경제인 협회장을 지냈다.
1986년 부산여성의전화를 설립했다.
2004년 사비를 들여 부산 수영동에 민족과 여성 역사관을 설립했다.

## 학력
- 이화여자대학  약학과

## 약력
1927   경상북도 출생
경북여고  졸업
이화여자대학교 약학과  졸업
1947     경북 중등교원 양성소 지리과
1965     아리랑관광여행사 대표이사
1976     부산 관광협회 부회장
1985     부산여성단체총연합회 8대 회장
1985     부산시정 자문위원
1986     부산대학교 경영대학원 최고경영자과정 수료
1986     부산 여성의전화 운영위원장
1990     한국여성문학회 회원
1990     정신대 대책 부산협의회 회장
1992     공명선거실천시민운동 부산협의회 상임고문
1992     대한적십자 부산지사 부녀봉사특별자문위원
1998     부산여성연대회의 회장
1998     성폭력피해상담소 소장
1998     가정폭력상담소 소장
2000     여성특위 성희롱 위촉강사
2000     부산시 여성 사회교육 강사
부산일보 칼럼니스트
한국문인협회 감사
한국수필가협회, 부산문인협회, 이화동창문인회 이사
〈부산수필〉 동인
부산여성경제인연합회, 부산불교문학회회장

## 상훈
1976   교통부 장관상
1986   부산 시장상
1990   부산 시장상
1993   부산 부녀장학회 공로상
1994   보사부장관상
1995   제10회 한국수필상
2000   부산여성상
2000   여성특위위원장표창(여성주간 유공자)
2006   삼성공익재단 발표 제6회 비추미여성대상  해리상
2007   제11회 이화문학상
2010   제9회 유관순상
2013   국가인권위원회 대한민국 인권상 국민포장